# Никезич, Марко
Марко Никезич (серб. Марко Никезић; 13 июня 1921, Белград, Королевство сербов, хорватов и словенцев — 6 января 1991, Белград, Югославия) — югославский участник Национально-освободительной борьбы и государственный деятель, министр иностранных дел Югославии (1965—1968).

## Биография
Член Коммунистической партии Югославии (КПЮ) с 1939 г. В 1941 г. поступил в Белградский университет, вскоре стал участником Национально-освободительного движения.
В послевоенное время занимал ряд ответственных государственных и партийных должностей.
- 1945 г. — организационный секретарь ЦК КПЮ в Белграде,
- 1950—1952 гг. — заместитель председателя Исполнительного комитета Белграда, секретарь городского комитета СКЮ Белграда.

С 1952 г. находился на дипломатической работе.
- 1953—1956 гг. — посол в Египте, и по совместительству в Эфиопии и Ливии,
- 1956—1958 гг. — посол в Чехословакии,
- 1958—1962 гг. — посол в США,
- 1962—1965 гг. — первый заместитель,
- 1965—1968 гг. — министр иностранных дел ФНРЮ. На этом посту вскоре после начала Пражской весны в мае 1968 г. посетил Прагу и выступил с критикой давления на ЧССР стран-участниц Варшавского договора, сравнив их действия с давлением на Югославию в 1948 г.,
- 1968—1972 гг. — председатель ЦК Союза коммунистов Сербии.

Был снят с должности в ходе антилиберальной «чистки» в Сербии (1972).
Член ЦК СКЮ (1958—1972).

## Награды и звания
Был награждён орденами «За заслуги перед народом» 1-й степени, «Братства и единства», «За храбрость» и «Партизанская память».